# Lachlan Bayliss
Lachlan Ryan Bayliss (* 24. Juli 2002) ist ein neuseeländisch-australischer Fußballspieler.

## Karriere

### Verein
Aus der Akademie der Central Coast Mariners kommend, ging Bayliss im Januar 2023 in den Kader derer ersten Mannschaft über. Dort kam er nicht zum Einsatz, sondern war nur für die zweite Mannschaft in den National Premier Leagues unterwegs. Im Sommer 2023 wechselte er zu den Newcastle United Jets, bei denen er Ende Oktober 2023 sein A-League Debüt gab.

### Nationalmannschaft
Bayliss wurde für den Olympiakader zu den Spielen 2024 in Paris nominiert, bei denen er für sein Team beim 2:1-Auftaktsieg über Guinea in der Startelf stand und ein Tor erzielte.